# John Hutton (baron Hutton de Furness)
Pour les articles homonymes, voir Hutton.
Ne doit pas être confondu avec John Hutton Balfour, Jock Hutton ou John Hutton (écrivain).
John Matthew Patrick Hutton, baron Hutton de Furness, né le 6 mai 1955 à Londres, est un homme politique britannique, membre du Parti Travailliste. Il est député pour la circonscription de Barrow and Furness depuis 1992. Il est secrétaire d'État aux Affaires, aux Entreprises et aux Réformes réglementaires et Secrétaire d'État au Travail, puis à partir du 3 octobre 2008, il occupe le poste de Secrétaire d'État à la Défense. Il démissionne le 5 juin 2009.
Il est créé baron Hutton de Furness, de Aldingham dans le comté de Cumbria en 27 juin 2010 dans la pairie du Royaume-Uni.